# Gonnoscodina
Gonnoscodina (sardisk: Gonnoscodìna) er en by og en kommune (comune) i provinsen Oristano i regionen Sardinien i Italien. Byen ligger i 112 meters højde og har 477 indbyggere (2016). Kommunen har et areal på 8,82 km² og grænser til kommunerne Baressa, Gonnostramatza, Masullas, Siddi og Simala.